# شبكة الأوردة الأولية

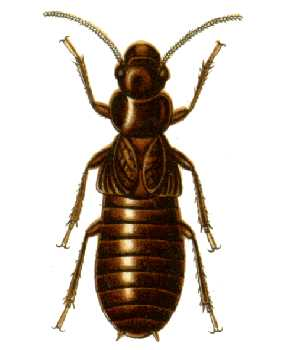
الأرضة الشمالية العملاقة أو الأرضة الدارونية، هي نوع من أنواع الحشرات التي ما زالت باقية في أستراليا تظهر توزع الأوردة الظاهرة على أجنحتها على شكل شبكة أوردة أولية.

التعريق الشبكي المعقد أو شبكة الأوردة الأولية (Archedictyon) (مشتقة من المقطع اليوناني Arche والذي يعني الأول أو الأصلي أو القديم أو البدائي أو الأبسط والمقطع dictyo- الذي يعني شبكة أو ,) هو مصطلح يطلق على أي مخطط افتراضي يوضح توزيع الأوردة في الأجنحة الخاص بالأسلاف المشتركة للحشرات المجنحة.

## الوصف
تمثل طبيعة شبكة الأوردة الأولية أحد الاعتبارات الهامة اللازم تبنيها عند التبويب التصنيفي للحشرات كبيرة الحجم والبدائية المنتمية إلى الحقبة الأولية والمعروفة باسم ذوات الأجنحة الشبكية القديمة حيث استخدمها أدولف ثيدرو برونجنيارت لهذا الغرض في أوائل عام 1854. واشتملت قاعدة البيانات الخاصة بـ المتحف الوطني للتاريخ الطبيعي المعني بدراسة النمل والدبابير والنحل والأرضة على وصف لشبكة الأوردة الأولية يتضمن ما يلي:
...شبكة من الأوردة الأصلية البدائية التي تُميز أجنحة العديد من أكثر الأحفوريات الحشرية قِدمًا، على اسم نيدام؛ ماكاراس من CSIRO); التي تظهر في العوائل ماستوتيرميتيديا ومتساويات الأجنحة (متماثلات الأجنحة), فهي شبكة معقدة أو كوكبة شبكية من الأوردة الثانوية غير المنتظمة تظهر بين الأوردة الأصلية في مساحة ثلاثة أرباع من الجزء القمي على كلا الجناحين بما في ذلك الفص الشرجي (إيمرسون).
وطبقًا لدراسة علمية نُشرت عام 1999 تتناول تطور خاصية الطيران في الحشرات قديمات الأجنحة والتي نصت على أنه، على الرغم من الاعتقاد السائد لفترة طويلة أن شبكة الأوردة الأولية لبعض أنواع ذوات الأجنحة الشبكية القديمة تمثل تشابكًا عامًا متشابهًا في الشكل تقريبًا حدث نتيجة تطور الأوردة المتشابكة الحقيقية من خلال عملية ارتقاء, إلا أنها تعتبر في حقيقة الأمر خاصية تكيفية تميزت بها الحشرات لملاءمة بيئتها.

## البنية
يعتقد أن شبكة الأوردة الأولية تضم من بين ستة إلى ثمانية أوردة طولية، غير أن الفهم الحالي بتصميم تلك الشبكة يستند في المقام الأول إلى مجموعة من البيانات والتكهنات الخاصة بـ المستحاثات.speculation.
ويصف «نظام كومستوك ونيدام» الذي صممه عالما الحشرات جون هنري كومستوك وجودرج نيدام تلك الأوردة وتفرعاتها على النحو التالي:
- ضلع(C): الحافة الأمامية من الجناح
- تحت ضلعي(Sc): وريد طولي ثانٍ (يتواجد خلف الضلع)، وعادةً ما يكون غير متفرع
- العضدي R): الوريد الطولي الثالث، تفرعات تبدأ من واحد إلى خمسة فروع تصل حتى طرف الجناح
- الوسطي (M): الوريد الطولي الرابع، تفرعات تبدأ من واحد إلى أربعة فروع تصل حتى طرف الجناح
- الزندي (Cu): الوريد الطولي الخامس، تفرعات تبدأ من واحد إلى ثلاثة فروع تصل حتى طرف الجناح
- العروق الشرجية (A1, A2, A3): عروق غير متفرعة تتواجد خلف الزند 

ويتم تسمية العروق المتشابكة بناءً على موقعها بالنسبة للعروق الطولية الأكثر بروزًا:
- C-SC عبارة عن عروق متشابكة تنتشر بين العروق الضلعية وتحت الضلعية
- R عروق متشابكة تنتشر بين الأفرع المجاورة للعروق العضدية
- R-M عروق متشابكة تنتشر بين العروق العضدية والوسطية
- M-CU عروق متشابكة تنتشر بين العروق الوسطية والزندية

## الأنواع الباقية
كثيرًا ما يستخدم نمط توزع الأوردة الافتراضي في الأجنحة الأولية كأساس يمكن من خلاله وصف نمط توزع الأوردة في الحشرات الحديثة.[بحاجة لمصدر]
في الحشرات الباقية يتضمن المصطلح فكرة الاحتفاظ بالخصائص الأولية ولكن لا يعني بالضرورة شريطة أن تتصف شبكة الأوردة الأولية تلك ببساطة التصميم مقارنةً بالشبكة الوريدية الموجودة في أجنحة الحشرات الحديثة. بالنسبة للحشرات الحديثة التي يتم تطبيق مصطلح شبكة الأوردة الأولية على أجنحتها فمن بينها الأرضة المسماة بـ الأرضة الشمالية العملاقة والتي لا تتواجد سوى في أستراليا (توضيح) وأفراس النبي أفراس النبي النيوزيلندية التي تتواجد في نيوزيلندا.
كذلك، يستخدم المصطلح في دراسة الحشرات العصوية وفي هذه الحالة سيشير المصطلح إلى:
شبكة من الأوردة التي لا تتخذ اتجاهًا ثابتًا توجد في المنطقة الضلعية من الأجنحة أو في الجُنيحات الغمدية. إنها تلك الأوردة التي تجعل الأجنحة الغمدية والمنطقة الضلعية من الأجنحة الخلفية أكثر سماكة وصلابة عن المنطقة الشرجية من الأجنحة الخلفية.

## قائمة المصادر
- "An enigmatic Palaeozoic stem-group: Paoliida: designation of new taxa from the Upper Carboniferous of the Czech Republic" (pdf file)